# La Chasse royale (film, 1944)
Pour les articles homonymes, voir La Chasse royale (homonymie).
La Chasse royale (Kungajakt) est un film de cape et d'épée suédois réalisé par Alf Sjöberg, sorti en 1944.

## Fiche technique
- Titre original : Kungajakt
- Titre français : La Chasse royale
- Réalisation : Alf Sjöberg
- Scénario : Karl Ragnar Gierow et Alf Sjöberg
- Pays d'origine : Suède
- Genre : Film de cape et d'épée
- Date de sortie : 1944

## Distribution
- Inga Tidblad
- Holger Löwenadler
- Lauritz Falk
- Erik Hell
- Stig Järrel